# Johannes Regis
Johannes Regis (* um 1425; † 1496 vermutlich in Soignies), französisch Jehan Leroy, auch Jean Regis, war ein franko-flämischer Komponist der frühen Renaissance.

## Leben und Wirken
Über die Herkunft und die frühen Jahre von Johannes Regis konnte die musikhistorische Forschung bisher keine Erkenntnisse gewinnen. Nach neueren Recherchen war er bereits in den 1440er Jahren als petit vicaire an der Kathedrale von Cambrai tätig; sein Dienstherr war in dieser Zeit der Komponist Guillaume Dufay. In Zusammenhang mit den aufgelisteten Zahlungen zur Vollstreckung von Dufays Testament (ab 1474) wird Regis in den Rechnungsbüchern als „clerc“ (Sekretär) Dufays tituliert. Er unterrichtete spätestens ab 1451 als magister puerorum (Chormeister der Knaben) an der Kollegiatkirche Saint-Vincent in Soignies in der Nähe von Cambrai. Im Jahr 1460 hat ihm Dufay im Auftrag des Cambraier Domkapitels das gleiche Amt in Cambrai angeboten. Dies scheint er offenbar abgelehnt zu haben, weil er ab 1462 die angesehene Stellung als scholasticus (écolâtre) in Soigniers bekam, in der er bis zu seinem Lebensende blieb. Keinerlei Dokumente deuten darauf hin, dass Regis jemals außerhalb der Diözese Cambrai ein Amt innehatte. Sein Name wurde ab 1496 nicht mehr in den Unterlagen der genannten Kollegiatkirche geführt.
Der seinerzeit zeitgenössische Komponist und Musiktheoretiker Johannes Tinctoris gibt Regis in seinen Traktaten die Bezeichnungen „Complexus effectuum musices“, „Proportionale musices“ und „Liber de arte contrapuncti“, und Loyset Compère hat ihn in seiner Sängermotette „Omnium bonorum plena“ (um 1473) in eine Reihe mit etlichen andere franko-flämischen Komponisten gestellt. Wenige Jahre später rühmt Tinctoris die Motette „Clangat plebs“ von Regis wegen ihrer „varietates“. Eine Messe von ihm vom damals bekannten Typ „L’homme armé“ hat er 1462/63 in ein Cambraier Chorbuch kopiert, dieses ist jedoch nicht erhalten.

## Bedeutung
Die bedeutendste Quelle der Motetten von Johannes Regis ist der im flämischen Raum entstandene Chigi-Codex: in dem Motettenteil dieser Sammlung nehmen die Stücke von Regis den gleichen bedeutenden Rang ein wie im Messenteil die Kompositionen Ockeghems. Die Art der kontrapunktischen Arbeit von Johannes Regis zeigt verwandte Züge zu entsprechenden Werken von Guillaume Dufay. Regis hat mit seinen fünf fünfstimmigen Motetten einen Typus etabliert, der von späteren franko-flämischen und anderen Komponisten aufgegriffen und weiterentwickelt wurde, so von Jacob Obrecht, Josquin des Prez, Gaspar van Weerbeke, Loyset Compère, Bertrandus Vaqueras (um 1450–1507) oder Marbrianus de Orto. Dies gilt insbesondere für die kompositorische Technik, mehrere Melodien als Cantus firmus zu kombinieren, welche gerade in Weihnachtsmotetten eingesetzt wurde (Obrecht, de Orto und Antoine Brumel). Regis hat auch in seinen beiden überlieferten Chansons verschiedene Texte simultan miteinander verbunden und bringt einen Wechsel zwischen bewusst geformten zweistimmigen Abschnitten und vollstimmigen Passagen.

## Werke
- Messen und Messesätze (erhaltene Messen: jeweils zu vier Stimmen)
  - Missa crucis, verschollen; genannt bei J. Houday 1880, Seite 194 und folgende
  - Missa „Dum sacrum mysterium“ / „L’homme armé“
  - Missa „Ecce ancilla Domini“ / „Ne timeas Maria“
  - Missa „L’homme armé“, verschollen; genannt bei Johannes Tinctoris: „Proportionale musices“, erschienen bei A. Seay, Neuhausen-Stuttgart 1978, Seite 55
  - Credo „Patrem vilayge“
- Tenormotetten (jeweils zu fünf Stimmen)
  - „Celsitonantis ave genitrix“ / „Abrahae fit promissio“
  - „Clangat plebs“ / „Sicut lilium“
  - „Lauda Sion salvatorem“ / „Ego sum panis“
  - „Lux solemnis adest“ / „Repleti sunt omnes“
  - „O admirabile commercium“ / „Verbum caro factum est“
- Cantus-firmus-Motetten und freie Motetten
  - „Ave Maria“ zu drei Stimmen
  - „Ave Maria“ zu fünf Stimmen (Countertenor secundus fehlt)
  - „Salve sponsa“ zu fünf Stimmen (Countertenor secundus fehlt)
- Liturgische Sätze
  - Offertorium „Regina caeli laetare“, verschollen; genannt bei J. Houday 1880, Seite 194 und folgende
- Chansons
  - „Puis que ma dame“ / „Je m’en voy“ zu vier Stimmen, Rondeau (Doppelchanson)
  - „S’il vous plait“ zu drei oder vier Stimmen, Rondeau
- Zweifelhafte Werke
  - „Ave rosa speciosa“ / „Beata mater“ zu sechs Stimmen, anonym, Regis zugewiesen von E. Houghton 1983